# 前島 (沖縄県)

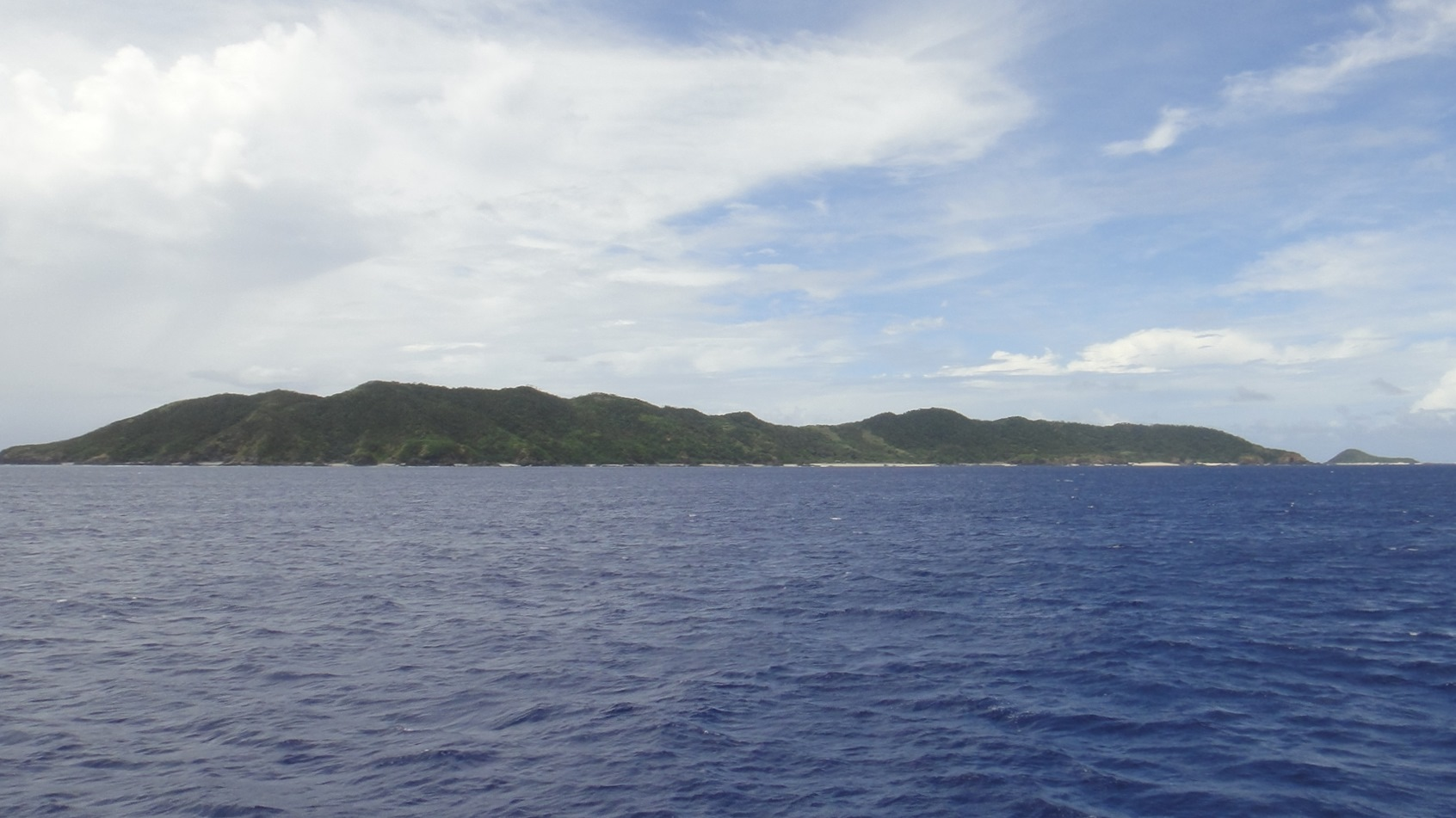
前島

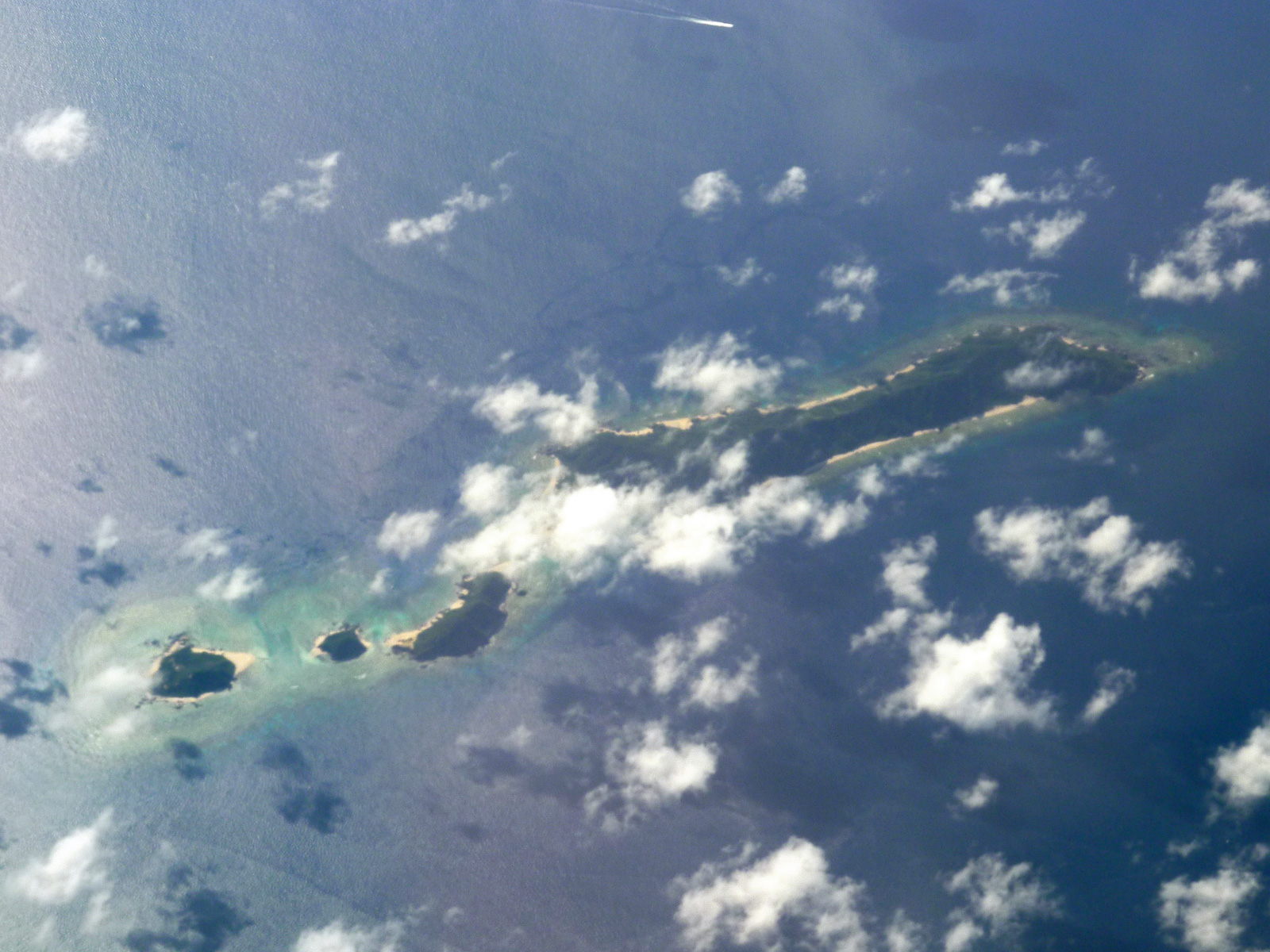
前島の航空写真左下が北、右上が南にあたる。

前島（まえしま、まえじま）は、沖縄県島尻郡渡嘉敷村に属する慶良間諸島の島である。

## 概要
渡嘉敷島の東約7 kmに位置する南北に細長い島である。
方言では「メージマ」と呼ばれる。また、慶良間諸島の玄関口にあたるため「メーゲラマ」（前慶良間）とも呼ばれる。北に位置するハテ島及び中島を含む3島の総称として用いられることもある。
2017年（平成29年）1月1日時点での住民基本台帳による人口は2人。2019年（令和元年）10月時点の実際の住民は1人。なお、沖縄振興特別措置法では「無人離島」として扱われる。
定期航路はないが、釣り・ダイビングなどのスポットとして有名であり、訪れる人は今もなお多い。全島及び周辺海域が慶良間諸島国立公園に指定されている。

## 歴史
第二次世界大戦以前は慶良間薪の製造やカツオ漁が盛んであり、200人ほどの住民がいた。1940年には人口270人、世帯数52軒あったとされる。
第二次世界大戦における沖縄戦では当時の渡嘉敷国民学校の分校長であった比嘉儀清が、上海事変の際の経験から「兵隊がいなければ敵も攻撃しない」と考え、渡嘉敷島に駐屯する第3大隊の大隊長鈴木常良大尉らに駐屯を思いとどまるよう具申した。渡嘉敷島など他の慶良間諸島とは異なり日本軍の拠点がおかれなかったため、1945年3月に米軍が島に上陸した際には、攻撃や「集団自決」などの犠牲者は一人も出すことがなかったと伝えられている。
戦後には、南洋群島からの引き上げ等で人口が一時約380人に増加。開拓が進み、簡易水道などのインフラも整備されていった。しかし、カツオ漁が衰退すると島から移住する者が増え、1962年（昭和37年）に発生した台風の被害によって、残った住民36名全員が沖縄本島に集団移住して無人島となった。
無人の状態は長く続いたが、1980年（昭和55年）から再び人が居住するようになった。1992年（平成4年）頃に再度無人化したが、その後、数世帯の島出身者が住民登録しており、2003年（平成15年）からは実際に居住している者もいる。
2000年（平成12年）頃から、航空自衛隊那覇基地により年100回以上の訓練が行われていた。自衛隊は「永久承諾」を受けているとして、渡嘉敷村に通知することなく訓練を行っていたが、2018年（平成30年）12月に、承諾を受けていたのはヘリポートの使用のみであり、その他の陸海域での訓練は無許可で行われていたことが明らかになった。

## 前島訓練場
1971年の沖縄返還協定「施設・区域に関する了解覚書」には、前島を含む正確には軍用地ではない「一時使用訓練場」7カ所が、米軍に継続提供される基地 (A表) として記載されており、大きな問題となった。一時使用訓練場とは、軍用地 (基地) とは異なり、米軍が地元の許可をとり一時的な訓練場として使用するもので、前島の場合は、1969年度と1970年の2年間、米海兵隊が数人単位で離島サバイバル訓練のため年間わずか30日程度使用しただけのものであった。「核抜き本土並み」をうたう沖縄返還協定のもと、このように一時使用された地所までも基地として認め、継続的に提供することは本末転倒だと問われた。こうして、実際には米軍基地ではなかった前島は、沖縄返還の前日、1972年5月14日に「返還」されたことになった。
- 前島訓練場 (Mae Jima Training Area)
- 施設番号 83[18]
- 返還: 1972年5月14日
- 面積: 1.428 km²[19]

2018年12月8日、航空自衛隊那覇基地は前島で訓練をするため渡嘉敷村と「永久承諾」を取り決めたとして、捜索救出などの訓練を村に通知しないまま実施していることが判明した。空自那覇基地は2000年に渡嘉敷村と訓練実施に関する「永久承諾」を結んだとして、それ以降、年間100回以上の訓練を前島で行っていた。

## 交通
那覇からチャーター船で約1時間30分、または渡嘉敷島からチャーター船で約30分。

## その他
東側海岸に位置する印良苅 (いんらかり) の御嶽